# MŠK Žilina
Mestský športový klub Žilina – słowacki klub piłkarski z siedzibą w Żylinie. Został założony w 1908 roku jako Zsolnai testgyakorlók Köre. Siedmiokrotnie zdobywał tytuł Mistrza Słowacji. Czterokrotny zdobywca Superpucharu Słowacji.

## Historia
Chronologia nazw:
- 20.06.1908: ZsTK (słow. Žilinský krúžok športovcov, węg. Zsolnai Testgyakorlók Köre)
- 1910: ZsTS (słow. Žilinský športový zväz, węg. Zsolnai Sport Egyesület)
- 1919: ŠK Žilina
- 1948: Sokol Slovena Žilina
- 1953: Iskra Slovena Žilina
- 1956: DŠO Dynamo Žilina
- 1963: TJ Jednota Žilina
- 1967: TJ ZVL Žilina
- 1990: ŠK Žilina
- 1995: MŠK Žilina

Klub został założony 20 czerwca 1908 roku pod węgierską nazwą Zsolnai Testgyakorlók Köre. W 1919 roku nazwa klubu została zmieniona z ZsTS Zsolna na SK Žilina. Po zakończeniu I wojny światowej w nieoficjalnych mistrzostwach Słowacji, ówczesna SK Žilina dwa razy zdobywała mistrzostwo (1928, 1929).
W roku 1961 Dynamo Žilina (taką nazwę nosił klub w latach 1956–1963) zdobyła Puchar Słowacji, ale w finale Pucharu Czechosłowacji uległa drużynie Dukla Praga, która zdobyła wtedy również mistrzostwo Czechosłowacji. Dzięki temu to Dynamo Žilina reprezentowała Czechosłowację w Pucharze Zdobywców Pucharów. W debiucie na arenie międzynarodowej pokonała grecki Olympiakos SFP, by w ćwierćfinale odpaść z późniejszym finalistą tych rozgrywek, włoską AC Fiorentiną.
Po rozpadzie Czechosłowacji ŠK Žilina znalazła się w nowo powstałej Superlidze, którą jednak opuściła po dwóch sezonach. W roku 1996 po jednym sezonie spędzonym na zapleczu pierwszej ligi MŠK Žilina (rok wcześniej klub dokonał zmiany nazwy) powróciła na superligowe boiska. W 1997 MŠK Žilina zakwalifikowała się do Pucharu Intertoto, w którym zagrała m.in. z polską Odrą Wodzisław.
W sezonie 2001/2002, pod wodzą Leoša Kalvody, MŠK Žilina zdobyła pierwszy tytuł mistrzowski. Kolejne tytuły mistrzowskie klub zdobywał w latach 2003, 2004, 2007, 2010, 2012 i 2017. Ponadto klub triumfował raz w Pucharze Słowacji oraz czterokrotnie w rozgrywkach o Superpuchar Słowacji.
W sezonie 2010/11 MŠK Żylina po raz pierwszy zakwalifikowała się do Ligi Mistrzów. Udział w rozgrywkach zakończyła na fazie grupowej zajmując ostatnie miejsce w grupie F.

## Sukcesy
- Mistrzostwo Słowacji: 2002, 2003, 2004, 2007, 2010, 2012, 2017[3]
- Puchar Słowacji: 2012[18]
- Superpuchar Słowacji: 2003, 2004, 2007, 2010, 2012[15]
- Awans do Ligi Mistrzów: 2010/11[19]

## Skład
Stan na 27 lipca 2025
| Nr | Poz. | Piłkarz                                      |
| -- | ---- | -------------------------------------------- |
| 1  | BR   | Jakub Badžgoň                                |
| 4  | OB   | Nikita Kełembet (wypożyczony z FC Petržalka) |
| 6  | PO   | Xavier Adang                                 |
| 7  | NA   | František Kóša                               |
| 10 | NA   | Adrián Kaprálik                              |
| 11 | PO   | Samuel Gidi                                  |
| 13 | OB   | Basirou Badjie                               |
| 14 | OB   | Michal Svoboda                               |
| 16 | NA   | Patrik Iľko                                  |
| 17 | OB   | Ján Minárik                                  |
| 18 | OB   | Marcus Traoré                                |
| 19 | OB   | Samuel Kopásek                               |
| 20 | OB   | Kristián Bari                                |
| 21 | OB   | Timotej Hranica                              |

| Nr | Poz. | Piłkarz                  |
| -- | ---- | ------------------------ |
| 22 | BR   | Jakub Jokl               |
| 23 | PO   | Michal Faško             |
| 24 | PO   | Samuel Ďatko             |
| 25 | OB   | Filip Kaša               |
| 27 | NA   | Ridwan Sanusi            |
| 28 | OB   | Aleksandre Narimanidze   |
| 29 | NA   | Dávid Ďuriš              |
| 30 | BR   | Ľubomír Belko            |
| 33 | PO   | Tobias Paliscak          |
| 34 | NA   | Lukáš Prokop             |
| 39 | NA   | Lukáš Juliš              |
| 66 | PO   | Miroslav Káčer (kapitan) |
| 95 | NA   | Marko Roginić            |

### Piłkarze na wypożyczeniu
| Nr | Poz. | Piłkarz                                                      |
| -- | ---- | ------------------------------------------------------------ |
|    | BR   | Marek Teplán (w FK MŠK Považská Bystrica do 30 czerwca 2026) |
|    | OB   | Tomáš Jaššo (w MFK Stará Ľubovňa do 30 czerwca 2026)         |
|    | NA   | Denis Alijagić (w FK Pardubice do 31 grudnia 2025)           |